# Neuber Ede
Neuber Ede (Munkács, 1882. február 3. – Mittelberg, Ausztria, 1946. február 3.) magyar orvos, bőrgyógyász, higiénikus, a Magyar Tudományos Akadémia rendes tagja. A bőrgyógyászaton belül fő kutatási területe a bőrgombásodások vakcinás gyógykezelésének kidolgozása volt. 1921-től 1944-ig vezette a debreceni, illetve a budapesti tudományegyetemek bőrgyógyászati tanszékeit, illetve bőr- és nemikórtani klinikáit.
Neuber Ernő (1886–1947) orvos, sebész bátyja.

## Életútja
Dr. Neuber Ede (1849–1921) tábornok, főtörzsorvos és báró Rosenbach Vilma (1856–1936) fia. A Budapesti Tudományegyetemen szerzett orvosi oklevelet 1905-ben. Az ezt követő két tanévben tanársegédként fordult meg az egyetem élettani, anatómiai, illetve II. számú kórbonctani intézeteiben. 1907-től az egyetemi bőr- és nemikórtani klinikán tevékenykedett tanársegédként, később adjunktusként. 1908 és 1911 között állami ösztöndíjjal tanulmányúton járt, melynek során párizsi, londoni, berlini, algíri, illetve spanyolországi bőrklinikákat látogatott meg. Hazatérte után tovább folytatta a munkát a budapesti bőr- és nemikórtani klinikán, 1914 és 1918 között, az első világháborúban pedig ezredorvosi szolgálatot teljesített. Időközben, 1915-ben a bőr- és nemibetegségek patológiájából és kórszövettanából egyetemi magántanári képesítést nyert a Budapesti Tudományegyetemen.
1921-től 1938-ig a debreceni Tisza István Tudományegyetemen volt a bőrgyógyászat és nemikórtan tanszékvezető nyilvános rendes tanára, egyúttal az egyetemi bőr- és nemikórtani klinika igazgatója. 1931–1932-ben az egyetem rektori, 1936–1938-ban az orvostudományi kar dékáni tisztét is betöltötte. 1933-ban miniszteri biztosként kinevezték az Országos Antiveneriás Bizottság élére, amelynek feladata a szexuális úton terjedő betegségek elleni küzdelem összehangolása, szervezeti kereteinek törvényi előkészítése volt. 1938-ban a Pázmány Péter Tudományegyetemen a bőrgyógyászat nyilvános rendes tanárává nevezték ki, egyidejűleg az egyetemi bőr- és nemikórtani klinika igazgatói feladatait is ellátta. 1944 végén a Budapest felé közeledő frontvonal elől Németországba távozott. 1945 májusában távollétében kimondták hivatalvesztését, Ausztriában halt meg.

## Munkássága
Elsősorban a bőr gombás megbetegedéseivel foglalkozott. Kidolgozta az orr-, gége- és garatszkleróma fajlagos immunitást előidéző vakcinás terápiáját, a bőrtuberkulózis kombinált gyógykezelését, a betegségből lábadozók (rekonvaleszcensek) vérsavójából előállította a sugárgomba-betegség (aktinomikózis) védőoltását. Elsőként ismerte fel a forró égövi eredetű filariázis magyarországi megjelenését, s maláriabeoltásos eljárást fejlesztett ki a betegséget okozó Wuchereria bancrofti fonálféreg elpusztítására. Farmakológiai jellegű kutatásai során behatóan tanulmányozta az arzén-, higany-, bizmut- és aranyalapú gyógykészítmények, antiszifilitikumok hatásmechanizmusát.
Egészségvédelemmel is foglalkozott, jelentősen hozzájárult a szervezett bőrgyógyászati szűrések elindításához és a szexuális úton terjedő betegségek elleni megelőző küzdelem megszervezéséhez.
Tanulmányai az Orvosi Hetilap, az Orvosképzés és az Orvostudományi Közlemények című szakfolyóiratokban jelentek meg.

### Társasági tagságai és elismerései
1938-ban a Magyar Tudományos Akadémia levelező, 1943-ban rendes tagjává választották. Elnökként vezette a Magyar Dermatológiai Társaság munkáját, illetve alelnöke volt a Magyar Higiénikusok Társaságának.
Több külföldi tudományos társaság beválasztotta tagjai sorába: levelező tagja volt a Holland Dermatológiai és Venerológiai Társaságnak (Nederlandse Vereniging voor Dermatologie en Venereologie) és az Amerikai Dermatológiai Szövetségnek (American Dermatological Association), tiszteletbeli tagja a Spanyol Fül-orr-gégészeti Társaságnak (Sociedad Española de Otorrinolaringología), az Osztrák Dermatológiai és Venerológiai Társaságnak (Österreichische Gesellschaft für Dermatologie und Venerologie), a Német Dermatológiai Társaságnak (Deutsche Dermatologische Gesellschaft), a hamburgi Északnémet Dermatológiai Társaságnak (Norddeutsche Dermatologische Gesellschaft), továbbá az Olasz Dermatológiai Társaságnak (Società Italiana di Dermatologia).
Tudományos munkássága elismeréseként 1941-ben átvehette a Corvin-koszorút. 1936-tól 1938-ig a felsőház tagja volt, 1943-ban a Bonni Egyetem díszdoktorává avatták.

## Főbb művei
- Vizsgálatok a rhinoscleromáról. Budapest. 1909 (Goldzieher Miksával)
- A Wassermann-féle syphilisreactio értéke a gyakorlatban. Budapest. 1909 (Guszmann Józseffel)
- Az elektromos colloid-fémek némely alkalmazásáról. Budapest. 1909
- Befolyásolja-e a kénesőkezelés a szervezet védőanyagait? Budapest. 1910
- Az öröklési és fajfenntartási hygienia alapjai. Budapest. 1935
- A főiskolai ifjúság egészségvédelme. Budapest. 1937

## További irodalom
- Neuber Ede. In: Akadémiai Értesítő 1946.
- Vértes László: Dr. Neuber Ede, az első (egyetlen?) egészségügyi felvilágosító akadémiai székfoglaló megtartója: A professzor születésének 120. évfordulójára. In: Egészségnevelés XLIII. 2002. 4. sz. 184–188. o.